# سونيا كراوس
سونيا كراوس (بالألمانية: Sonya Kraus)‏ هي مقدمة تلفزيونية وكاتِبة وعارضة وممثلة ألمانية، ولدت في 22 يونيو 1973 في ألمانيا. من الجوائز التي نالتها جائزة رومي ‏.

## جوائز
- جائزة رومي [الإنجليزية]‏

## وصلات خارجية
- سونيا كراوس على موقع IMDb (الإنجليزية)
- سونيا كراوس على موقع ميوزك برينز (الإنجليزية)
- سونيا كراوس على موقع قاعدة بيانات الفيلم (الإنجليزية)